# Cementerio Central de Viena
El Cementerio Central de Viena (en alemán: Zentralfriedhof) es un camposanto inaugurado en 1874, el más extenso de la capital austriaca. Se encuentra en la zona sur de la ciudad, barrio de Simmering, calle Simmeringer Hauptstraße, números 230-244 al 1110.
El cementerio tiene una superficie de unos 2,5 km², con 3,3 millones de personas enterradas, y es el tercero más grande de Europa tras el de la Almudena de Madrid y el de Hamburgo. Tiene un cierto atractivo turístico por la cantidad de personajes ilustres sepultados en él, especialmente músicos. 
Así, el 22 de junio de 1888, los restos de Ludwig van Beethoven y de Franz Schubert fueron trasladados a la sección de los músicos, donde también se encuentran los restos de Antonio Salieri, Johannes Brahms y los Strauss, así como el monumento a Mozart, cuya tumba no se encuentra allí sino en el cementerio de San Marx.
Además de la sección católica, hay también una protestante, otra ortodoxa, y dos cementerios judíos. Aunque el más antiguo de estos, creado en 1863, fue destruido por los nazis durante la Kristallnacht, aún se conservan 60 000 tumbas. El segundo cementerio judío se construyó en 1917 y aún se utiliza.
La iglesia situada en el centro del cementerio está dedicada a San Carlos Borromeo.

## Personajes famosos enterrados en el Cementerio Central de Viena (selección)

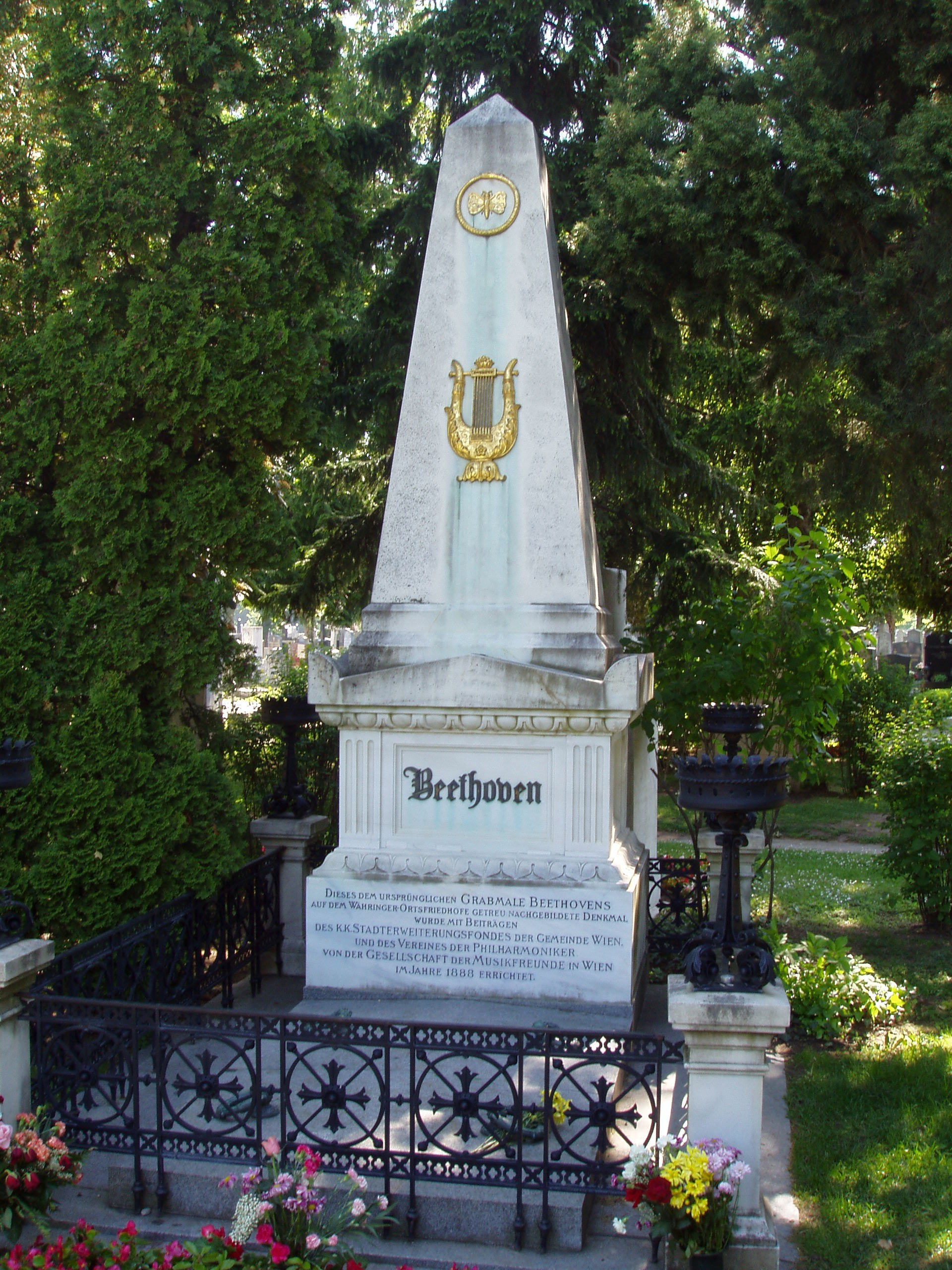
Tumba de Ludwig van Beethoven.

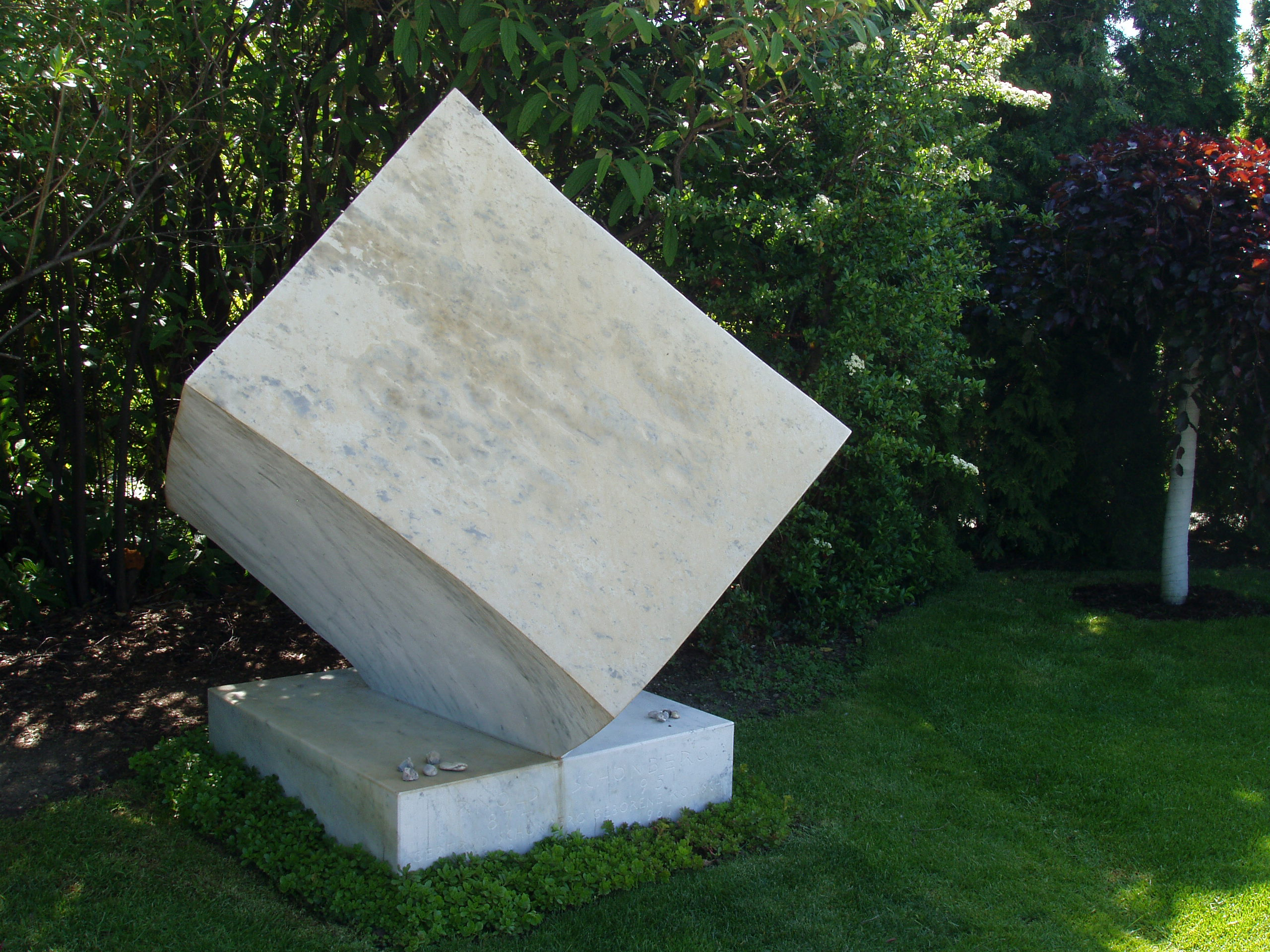
Tumba de Arnold Schoenberg.

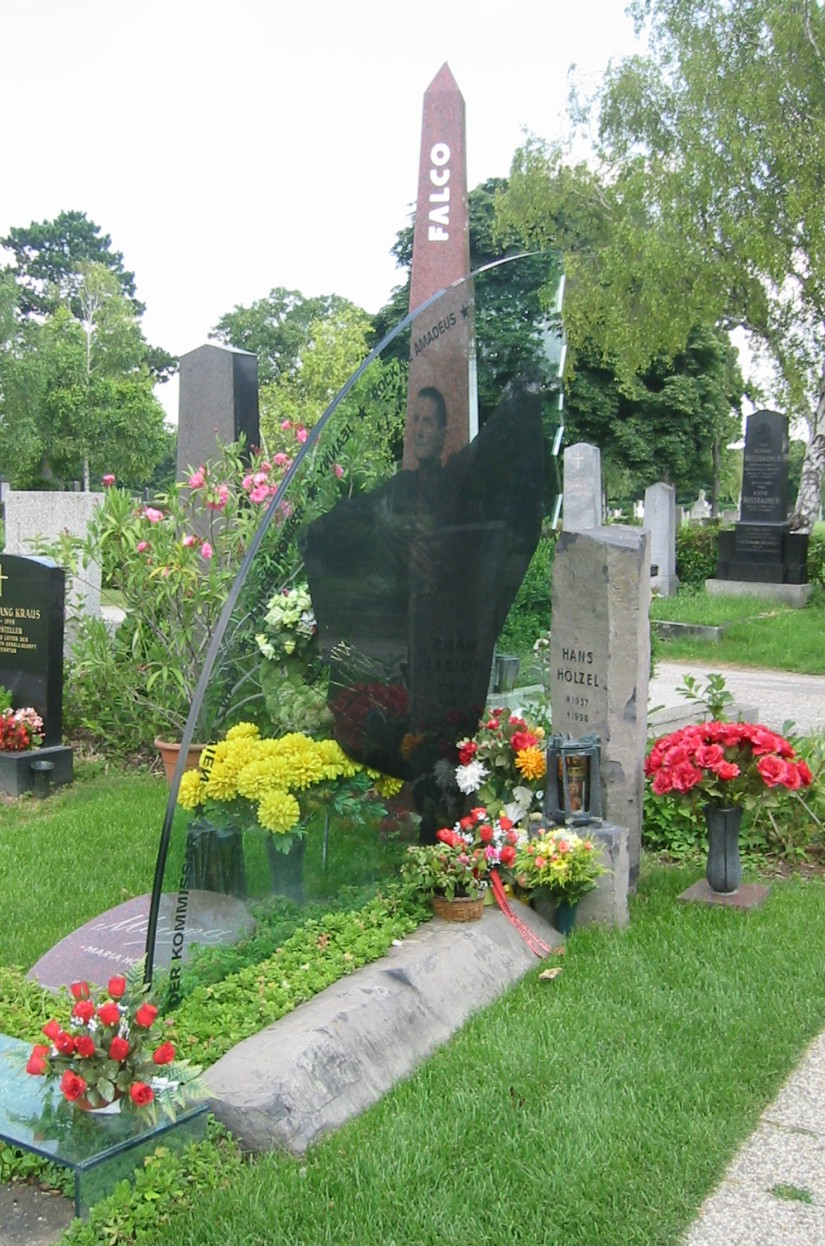
Tumba de Falco.

- Ludwig van Beethoven (1770-1827), compositor
- Ludwig Boltzmann (1844-1906), matemático y físico
- Johannes Brahms (1833-1897), compositor
- Falco (1957-1998), cantante
- Karl Lueger (1844-1910), político
- Anton Dominik Fernkorn (1813-1878), escultor
- Alexander Girardi (1850-1918), actor
- Christoph Willibald Gluck (1714-1787), compositor
- Theophil Hansen (1813-1891), arquitecto
- Johann Ritter von Herbeck (1831-1877), compositor
- Curd Jürgens (1912-1982), actor
- Emmerich Kálmán (1882-1953), compositor
- Karl Kraus (1874-1936), escritor
- Karl Rahl (1812-1865), pintor
- Bruno Kreisky (1911-1990), político
- Joseph Lanner (1801-1843), compositor
- Arnold Schönberg (1874-1951), compositor
- Franz Schubert (1797-1828), compositor
- Margarete Schütte-Lihotzky (1897-2000), arquitecta
- Alma Seidler (1899-1977), actriz
- Robert Stolz (1880-1975), compositor
- Eduard Strauß (1835-1916), compositor
- Johann Strauss (padre) (1804-1849), compositor
- Johann Strauss (hijo) (1825-1899), compositor
- Josef Strauß (1827-1870), compositor
- Franz von Suppé (1819-1895), compositor
- Franz Werfel (1890-1945), poeta
- Antonio Salieri (1750-1825), compositor
- Anton Wildgans (1881-1932), poeta
- Fritz Wotruba (1907-1975), escultor
- Karl Michael Ziehrer (1843-1922), compositor
- Matthias Sindelar (1903-1939), futbolista
- Hugo Wolf (1860-1903), compositor
- Carl Czerny (1791-1857), compositor
- Hedy Lamarr (1913-2000), inventora y actriz
- Geli Raubal (1908-1931), sobrina del dictador Adolf Hitler